# Quần đảo Gotō

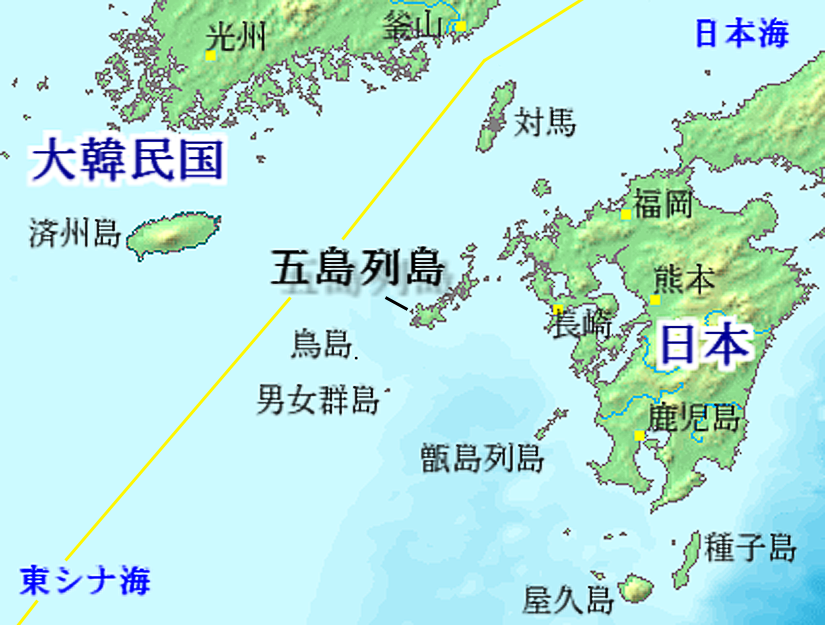
Quần đảo Gotō (in đậm)

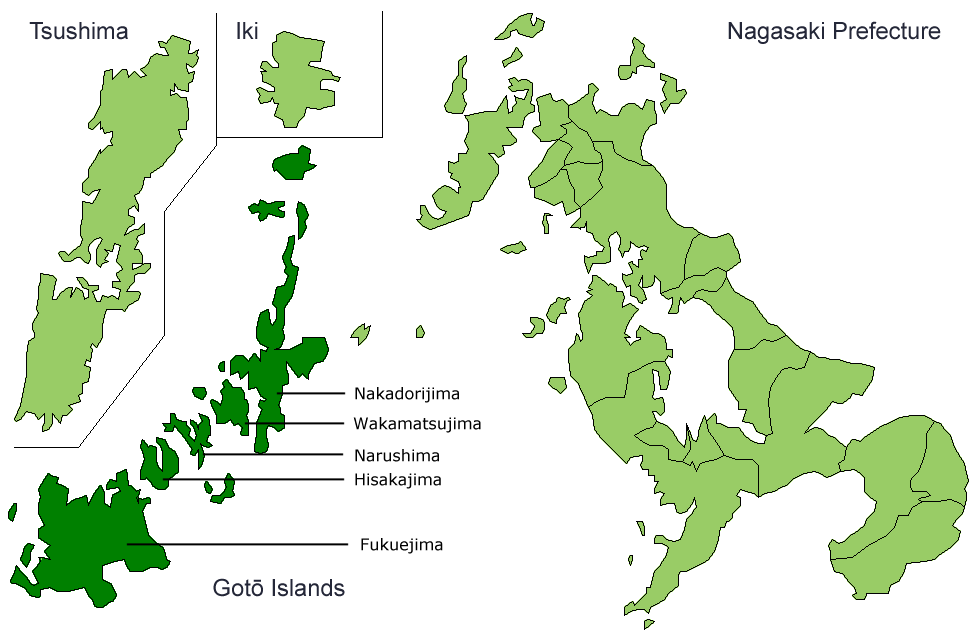
Quần đảo Goto tại tỉnh Nagasaki

Quần đảo Gotō (五島列島 Gotō rettō, Ngũ Đảo liệt đảo) là nằm trên biển Hoa Đông, ngoài khơi phía tây của đảo Kyūshū. Quần đảo về mặt hành chính thuộc tỉnh Nagasaki.

## Địa lý
Quần đảo gồm tổng cộng 140 đảo, 5 đảo chính trong đó là:
Đảo Fukue (福江島 Fukuejima, Phúc Giang đảo), 
Đảo Hisaka (久賀島 Hisakajima, Cửu Hạ đảo), 
Đảo Naru (奈留島 Narushima, Nại Lưu đảo),
Đảo Wakamatsu (若松島 Wakamatsujima, Nhược Tùng đảo), và
Đảo Nakadori (中通島 Nakadorijima, Trung Thông đảo).

Nhóm đảo này kéo dài xấp xỉ 85 km (53 mi). Phía bắc của quần đảo là đảo Tsushima trên eo biển Triều Tiên, và phía đông là  Kyūshū và phần còn lại của tỉnh Nagasaki. Quần đảo cách khoảng 100 km từ cảng Nagasaki. Hải lưu Tsushima (một nhánh của hải lưu Kuroshio) vòng quanh đảo.
Phía nam là hòn đảo chính, đảo Fukue, dài xấp xỉ 25 km từ bắc đến nam và 25 km từ đông sang tây; đảo chính ở phía bắc, Nakadori, dài xấp cỉ 40 km từ bắc đến nam và 20 km từ đông sang tây ở điểm lớn nhất. Tuy nhiên, hầu hết đảo Nakadori lại khá hẹp, chủ yếu chỉ rộng khoảng 6 km. Đất trồng tại đảo Fukue có độ cao; hươu nai và các loài thú săn khác có nhiều, cá hồi khá phong phú ở các dòng suối trên núi.
Do việc hợp nhất vào năm 2004, thành phố Gotō được hình thành. Thành phố quản ly các đảo Fukue, Hisaka, Naru, và bảy hòn đảo có người cư trú khác. Thị trấn Shinkamigotō, cũng được hình thành từ lần hợp nhất năm 2004, quản lý các đảo Nakadōri  và Wakamatsu.

## Nhân khẩu
Nhiều cư dân trên quần đảo là hậu duệ của những người Ki-tô hữu Công giáo La Mã có nguồn gốc từ giáo phái Kakure Kirishitan, và cho đến ngày nay những người Hanare Kirishitan vẫn tồn tại ở đây, song phần lớn đã quay trở lại Công giáo sau khi tôn giáo này được hợp pháp hóa vào thế kỷ 19 hoặc cải sang các tín ngưỡng trước đó. Quần đảo có một số nhà thờ Công giáo, cổ vào nổi tiếng nhất trong số này là nhà thờ Dozaki, xây năm 1868 và năm cách 6 km về phía bắc của cảng Fukue.

## Sản xuất
Các loại hải sản như hàu và nhím biển là các sản phẩm chủ yếu của quần đảo. Dầu hoa trà tự nhiên của đảo Fukue nổi tiếng tại Nhật Bản trong việc sử dụng để làm mỹ phẩm.

## Giao thông
Sân bay Goto-Fukue (FUJ/RJFE) nằm trên đảo Fukue. Dịch vụ phà từ Nagasaki và Sasebo do công ty Kyusyu Shosen Co. Ltd điều hành.